# Kallur
Kallur è una suddivisione dell'India, classificata come census town, di 52.880 abitanti, situata nel distretto di Kurnool, nello stato federato dell'Andhra Pradesh. In base al numero di abitanti la città rientra nella classe II (da 50.000 a 99.999 persone).

## Società

### Evoluzione demografica
Al censimento del 2001 la popolazione di Kallur assommava a 52.880 persone, delle quali 27.212 maschi e 25.668 femmine. I bambini di età inferiore o uguale ai sei anni assommavano a 7.620, dei quali 3.966 maschi e 3.654 femmine. Infine, coloro che erano in grado di saper almeno leggere e scrivere erano 22.821, dei quali 14.701 maschi e 8.120 femmine.